# Lara (Datcheka)
Pour les articles homonymes, voir Lara.
Lara est un village du Cameroun situé dans le département du Mayo-Danay et la Région de l'Extrême-Nord, à proximité de la frontière avec le Tchad. Il fait partie de la commune de Datcheka et du canton de Doukoula.

## Population
En 1967, la localité comptait 521 habitants, principalement Toupouri. 
Lors du recensement de 2005, 1 506 personnes y ont été dénombrées.